# Садгірський район (Чернівці)
Садгі́рський райо́н — колишній адміністративний район міста Чернівців, який існував з 1965 по 2016 роки. Тепер це історична місцевість, що розташовується на півночі міста по лівому березі Пруту.
Район ліквідовано з 01.01.2016 року Рішенням 62 сесії Чернівецької міської ради VI скликання за № 1542 «Про адміністративно-територіальний устрій міста Чернівців» від 26 березня 2015 року. Рішення про ліквідацію районного поділу у Чернівцях прийнято відповідно вимог підготовки до адміністративно-територіальної реформи, зменшення видатків на утримання управлінського апарату державних виконавчих органів, посилення основ самоврядування, спрощення доступу громадян до адміністративних послуг, приведення управління територією до європейських стандартів.
Мешканці виступили спочатку проти ліквідації району, але на зустрічі з ними Чернівецький міський голова О. Каспрук заспокоїв їх, повідомивши про наміри відкрити в будинку колишнього райвиконкому сервісний центр щодо надання всіх адміністративних послуг.

## Історія
Історія виникнення Садгори тісно пов'язана із заснуванням приватного монетного двору (єдиного, принаймні легального, за історію північно буковинських земель), що карбував монети для Дунайських князівств (Молдавії та Валахії) під час російсько-турецької війни 1768—1774 рр. Його функціонування привело до виникнення поселення, яке згодом перетворилося у вже згадуване містечко Садагура, перейнявши при цьому першоназву поселення.
На території Садгіри у м. Чернівцях на сьогоднішній день виявлено понад 35 пам'яток археології, які датуються від часу пізнього палеоліту (40-12 тис. років тому) і до давньоруського періоду (до середини 14 ст.), що дає змогу зробити цілий ряд аргументованих висновків щодо різних сторін історичного минулого даної території та людських спільностей, що заселяли її в той чи інший період.

### Мова
Розподіл населення за рідною мовою за даними перепису 2001 року:
| Мова                | Кількість осіб | Відсоток |
| ------------------- | -------------- | -------- |
| українська          | 26372          | 93,43%   |
| російська           | 1140           | 4,04%    |
| румунська           | 251            | 0,89%    |
| польська            | 38             | 0,14%    |
| білоруська          | 22             | 0,08%    |
| вірменська          | 10             | 0,04%    |
| німецька            | 5              | 0,02%    |
| єврейська           | 3              | 0,01%    |
| інші/не визначилися | 114            | 1,35%    |

| Україна | Це незавершена стаття з географії України. Ви можете допомогти проєкту, виправивши або дописавши її. |